# Юма (пустеля)

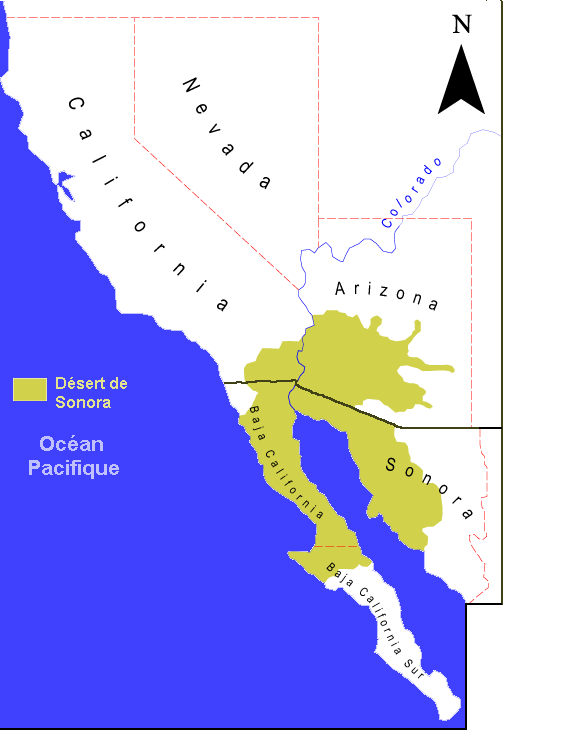
Карта пустелі Сонора

32°31′40″ пн. ш. 114°34′16″ зх. д. / 32.52783° пн. ш. 114.57106° зх. д.
Юма (англ. Yuma) — піщана пустеля в Північній Америці, яка є західною частиною пустелі Сонора.
Розташована в районі американо-мексиканського кордону в південній частині американського штату Каліфорнія та північній частині мексиканського штату Нижня Каліфорнія.